# الكرد في أذربيجان
يشكل الكُرد في أذربيجان جزءًا من السكان الكُرد المهمين تاريخيًا في منطقة ما بعد الاتحاد السوفيتي. استوطن الكُرد ما يعرف الآن بأذربيجان على شكل موجات في أوقات مختلفة بداية من القرن التاسع. بحلول القرن العاشر، كان الشداديون يحكمون كنجه والمناطق المحيطة بها، وهي سلالة كردية وأقوى عشيرة كردية في جنوب القوقاز، وقد بسطت هذه الأخيرة سيطرتها على أرمينيا الحالية.

## التاريخ
ووفقًا لما ذكره العالم الإثنوغرافي الروسي والسوفيتي لاحقًا، غريغوري تشورسين، فإن موجة أخرى من الهجرة الكردية في الأجزاء الغربية من أذربيجان الحديثة ربما حدثت في عام 1589، في وقت الحرب الصفوية العثمانية، عندما اختار «الجنود الصفويون المنتصرون» البقاء في الأراضي المحتلة. أعاد الصفويون توطين الكُرد الشيعة حيث التقى حدود المناطق التاريخية قاراباغ وزانجيزور. في القرن الثامن عشر، شكلت العديد من القبائل الكردية اتحادات قبلية مع الأذريين في الأراضي المنخفضة في قاراباغ.  ذكر المؤرخ الروسي بيتر بودكوف من القرن التاسع عشر أنه في عام 1728، قامت مجموعات من الكُرد والشاهسيفانيين بتربية الماشية شبه البدوية في سهل موغان وتقدموا بطلب للحصول على الجنسية الروسية.
في عام 1807، أثناء الحرب الروسية الفارسية على جنوب القوقاز، انتقل زعيم قبيلة يدعى محمد صفي سلطان من فارس إلى خانية كاراباخ متبوعاً بـ600 عائلة كردية. بحلول النصف الثاني من القرن التاسع عشر، تم العثور على الكُرد بأعداد كبيرة في أويزد زانجيزور وجافانشير وجبرايل.  في عام 1886، شكلوا 4.68٪ من سكان محافظة إليزابيثبول.   استمرت الهجرة الجماعية للكُرد من بلاد فارس وبدرجة أقل من الإمبراطورية العثمانية  إلى المناطق الجبلية لأذربيجان الحالية طوال القرن التاسع عشر وأوائل القرن العشرين، حتى عام 1920 عندما أصبحت أذربيجان جزءًا من الاتحاد السوفيتي. كان السكان الكُرد في جنوب القوقاز عرضة للهجرة الداخلية. في عشرينيات القرن الماضي، انتقل عدد من الكُرد من أذربيجان إلى أرمينيا حيث استقروا بشكل أساسي في المناطق المأهولة بالسكان الأذريين، مما أدى إلى انخفاض عدد السكان الكُرد في أذربيجان بشكل ملحوظ. 
الدين المشترك (على عكس غالبية الكُرد، فإن كُرد أذربيجان هم في الغالب مسلمون شيعة مثل معظم الأذريين)  وأدت العناصر الثقافية المشتركة إلى اندماج سريع للسكان الكُرد في أذربيجان بالفعل بحلول نهاية القرن التاسع عشر. البيانات الإحصائية من 1886 بأن الكُرد من جابرايل، أقراش وجزئياً يكلبحر يتحدثون الأذرية كلغة أولى. وفقًا لأول تعداد سوفييتي عام 1926، فإن 3100 (أو 8.3٪) فقط من السكان الكُرد في أذربيجان (الذين بلغ عددهم في ذلك الوقت 37200 شخص) يتحدثون الكردية. 
كان الكُرد مجتمعًا متكاملًا جيدًا، وكانوا ممثلين في حكومة جمهورية أذربيجان الديمقراطية المستقلة حديثاً في 1918-1920، ومن بينهم نورمام بك شاهسوفاروف الذي شغل منصب وزير التعليم والشؤون الدينية وخسروف بك سلطانوف وزير الجيش والحاكم العام لكاراباخ وزانجيزور. 
بعد إقامة الحكم السوفييتي في أذربيجان، واللجنة التنفيذية المركزية لجمهورية أذربيجان الاشتراكية السوفياتية التي تم إنشاؤها في 1923 تم إنشاء وحدة إدارية معروفة باسم كردستان الحمراء في مناطق لاشين، كوبادلي وزانجيلان، وعاصمتها لاشين.  وفقا لتعداد عام 1926، 73٪ من سكانها كُرد و 26٪ أذربيجانيون.  في عام 1930 تم إلغاؤه وأعيد تصنيف معظم الأكراد المتبقين على أنهم أذربيجانيون.  في الثلاثينيات من القرن الماضي، كان هناك مسرح عرائس كردي تقليدي(كليم عراسي) في كلبجر وكلية تربوية كردية في لاتشين لا تزال تعمل.  رحلت السلطات السوفيتية معظم السكان الكُرد في أذربيجان وأرمينيا إلى كازاخستان عام 1937، وكُرد جورجيا عام 1944.  ابتداء من عام 1961، كانت هناك جهود من قبل المرحلين لاستعادة حقوقهم، بقيادة محمد باباييف الذي عاش في باكو، والتي ثبت أنها غير مجدية. 
استمر الكُرد في الاندماج في الثقافة السائدة للأذريين المجاورين.  تاريخياً، كانت الزيجات المختلطة بين الأذر والكُرد شائعة. لكن اللغة الكردية نادراً ما كانت تنتقل للأطفال في مثل هذه الزيجات. 
امتدت حرب ناغورنو كاراباخ بين أرمينيا وأذربيجان عبر منطقة ناغورنو كاراباخ إلى المناطق المأهولة بالكُرد في كلا البلدين. في أرمينيا، غالبًا ما ارتبط الكُرد المسلمون بالأذريين بسبب أوجه التشابه الثقافي. ومن ثم فر ما يصل إلى 18,000 كردي من أرمينيا إلى أذربيجان ثم إلى القوقاز الروسي في أواخر الثمانينيات.  في 1992-1993، تقدمت القوات الأرمينية إلى كالباجار ولاشين وقوبادلي وزانجيلان، مما أجبر جميع السكان المدنيين غير الأرمن على الخروج.  استقر ما يصل إلى 80٪ من السكان الكُرد في تلك المناطق في مخيمات النازحين في أقبجدي. 

## التركيبة السكانية
| 1926   | 1939  | 1959  | 1970  | 1979  | 1989   | 1999   | 2009  |
| ------ | ----- | ----- | ----- | ----- | ------ | ------ | ----- |
| 41,193 | 6,005 | 1,487 | 5,488 | 5,676 | 12,226 | 13,100 | 6,100 |

## مشاهير
- شامل أصغروف، شاعر وفلكلوري